# 床邦
床邦（とこくに、1943年7月8日 - 2015年10月7日）は、大相撲の元床山。本名は渡辺邦雄。栃木県出身。春日野部屋に所属していた。最高位は特等床山。床寿と共に史上初めて番付に名前が掲載された床山の一人である。

## 履歴
春日野部屋に床山として入門し、1959年5月場所にて採用。1980年1月場所にて二等床山に昇進。1987年7月場所にて一等床山に昇進。2005年1月場所にて特等床山に昇進、床山会の会長に就任した。2008年5月場所をもって定年退職。2015年10月7日死去した。